# ヌーベルフランス

ヌーベルフランス
Nouvelle-France (フランス語)

国の標語: Montjoie Saint Denis !（フランス語）
モンジョワ サンドニ！国歌: Marche Henri IV（フランス語）
アンリ4世万歳
ヌーベルフランスの位置（1712年）

| 先代                                                                            | 次代 |
| ------------------------------------------------------------------------------- | --- |
| アルゴンキン族 アタカパ カド イヌイット イロコイ連邦 クリーク族 ナチェズ スー族 | ケベック州 (1763年-1791年) プリンスエドワードアイランド州 ノバスコシア州 スペイン領ルイジアナ サンピエール島・ミクロン島 |

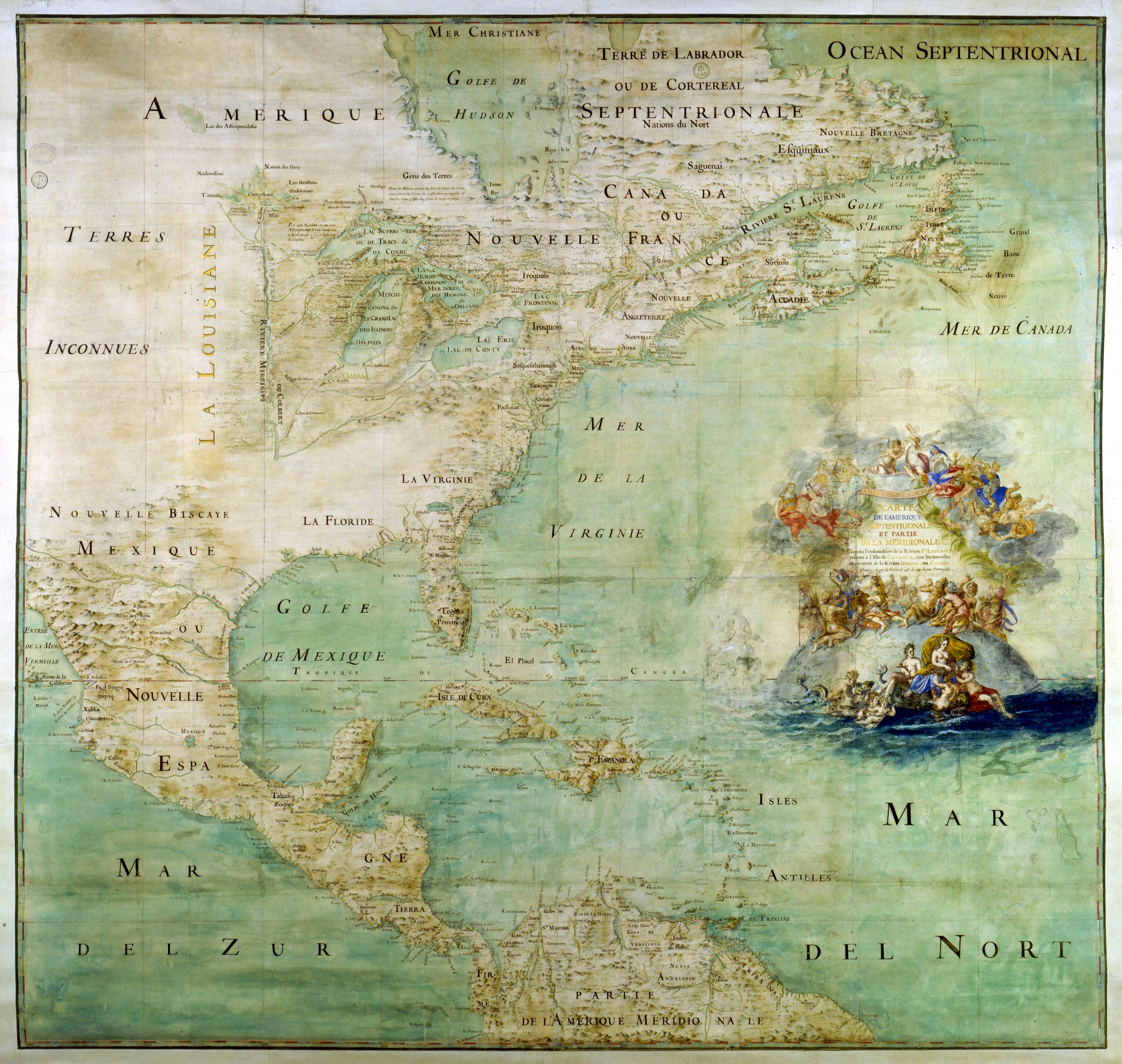
1681年の北アメリカの地図

ヌーベルフランスまたはヌーヴェルフランスは、（フランス語: Nouvelle-France、英語: New France）、1534年にジャック・カルティエがセントローレンス川を探検した時期から、1763年のパリ条約により、スペイン帝国とグレートブリテン王国にヌーベルフランスを移譲した時まで、フランス王国が北アメリカに植民を行った地域である。その頂点にあった1712年（ユトレヒト条約の前）、領土は東はニューファンドランド島から西のロッキー山脈まで、北はハドソン湾から南のメキシコ湾までに拡大した。この領土はカナダ、アカディア、ハドソン湾、ニューファンドランド（プレサンス）およびルイジアナの5植民地に分割され、それぞれに管理政体が置かれた。ユトレヒト条約の結果、本土のアカディア、ハドソン湾およびニューファンドランド植民地に対するフランスの領有権が消え、アカディアの後継地としてイル・ロワイヤル（ケープ・ブレトン島）の植民地が設立された。

## 探検初期
1523年頃、イタリア人探検家ジョヴァンニ・ダ・ヴェラッツァーノがフランス国王フランソワ1世を説得して、中国に至る西回りルート（北西航路）を見付けるための遠征隊を送ることを認めさせた。その年遅く、ヴェラッツァーノは53人を乗せた小さなキャラベル船でディエップから出港し、大西洋を渡った。翌年早くに現在のカロライナの海岸を探検した後、海岸沿いに北に向かい、ニューヨーク湾のザ・ナローズに停泊した。今日のニューヨークを発見した最初のヨーロッパ人として、元アングレーム伯爵だった国王に因んでその地をヌーベル・アングレームと名付けた。ヴェラッツァーノの航海によって、国王は新しく発見した土地に植民地を造る気になった。ヴェラッツァーノはスペイン領ヌエバ・エスパーニャとイングランドのニューファンドランドの間の土地に「フランチェスカ」と「ノバ・ガリア（ラテン語でニュー・フランス）」という名前を付けた。

サミュエル・ド・シャンプランが1612年に作成したヌーベルフランスの地図

1534年、ジャック・カルティエがガスペ半島に十字架を建て、この土地が国王フランソワ1世のものであることを宣言した。これがヌーベルフランスの始まりになった。しかし、この地域への入植の試みは当初失敗した。その後はフランスの漁業船隊が大西洋岸からセントローレンス川への航海を続け、先住民との同盟を作っていった。これは一旦フランスが土地を占有するようになると重要なことになった。フランスの商人はヨーロッパで希少になっていた貴重な毛皮動物、特にビーバーがセントローレンス川地域では豊富に獲れることに気付いた。最後はフランス国王がそこを植民地化し、アメリカにおける影響力を拡大する決断をした。
北アメリカでフランスが開拓地を造ろうとした別の試みは、1564年に現在のフロリダ州ジャクソンビルに設立したカロリーヌ砦だった。ここはユグノーにとっての停泊港とすべく、ルネ・グーレーヌ・ド・ロードニエールとジャン・リボーが指導して建設した。しかしセント・オーガスティンに開拓地を建設していたスペインのペドロ・メネンデス・デ・アビレスが率いる部隊によって1565年9月20日に破壊された。
当時のアカディアとカナダには遊牧型アルゴンキン語族と定着型イロコイ族の先住民が住んでいた。これらの土地は未開発で貴重な天然資源が溢れており、ヨーロッパの全ての国にとって魅力的なものだった。1580年代までにフランスの交易会社が設立され、毛皮を持ち帰るための傭船が手配された。このころの先住民と彼等を訪問したヨーロッパ人との間に行われたことの大半は歴史史料がないために不明のままである。
恒久的開拓地を造ろうとした初期の試みは失敗した。1598年、アカディア沖のセーブル島に交易基地が建設されたが、成功しなかった。1600年、現在のケベック州タドゥサックにも交易基地を建設したが、その冬を乗り切ったのは5人に過ぎなかった。1604年、現在のメイン州との国境、ベイ・フランセーズ（ファンディ湾）にあるセント・クロイ島に開拓地が設立され、1605年にはポート・ロワイヤルに移された。1607年に一旦放棄され1610年に再度設立され、1613年には破壊され、その後開拓者達は別の場所に移動し、アカディアと集合的に呼ばれることになる開拓地を創設した。そこの開拓者はアカディア人と呼ばれた。
1608年、フランス国王アンリ4世に支援された、ド・モン卿ピエール・ドゥグアとサミュエル・ド・シャンプランが28人の隊員と共にケベックの町を建設し、カナダ植民地では2番目のフランス恒久開拓地となった。植民事業は緩りであり、困難を伴った。多くの開拓者は厳しい気候や病気のために早期に死んだ。1630年、この開拓地に住んでいた開拓者は103人に過ぎなかったが、1640年には355人まで増えていた。
シャンプランは直ぐにイロコイ族と交戦状態にあった地域のアルゴンキン語族やモンタネー族と同盟を結んだ。1609年、シャンプランは2人のフランス人同僚とアルゴンキン語族、モンタネー族およびヒューロン族の同盟インディアンと共にセントローレンス川渓谷から南のシャンプレーン湖まで遠征し、そこでイロコイ族との戦闘に参加し、火縄銃の最初の銃撃でイロコイ族の酋長2人を倒した。このイロコイ族との戦闘に参加したことで、シャンプランのヒューロン族やアルゴンキン語族との同盟を確固たるものにし、その繋がりはヌーベルフランスで毛皮交易を続けていくために重要な役割を果たした。しかしこの世紀のかなりの期間、イロコイ族とフランス人は攻撃と報復を繰り返すことになった。シャンプランはまた若いフランス人を先住民と共に住まわせて、先住民の言語と慣習を学ばせ、北アメリカでフランス人が適応できるように仕向けた。これらの者達（例えばエティエンヌ・ブリューレ）は森の番人（coureurs des bois）と呼ばれ、そこより南や西、五大湖地方やそこに住むヒューロン族の中にフランスの影響力を拡げた。

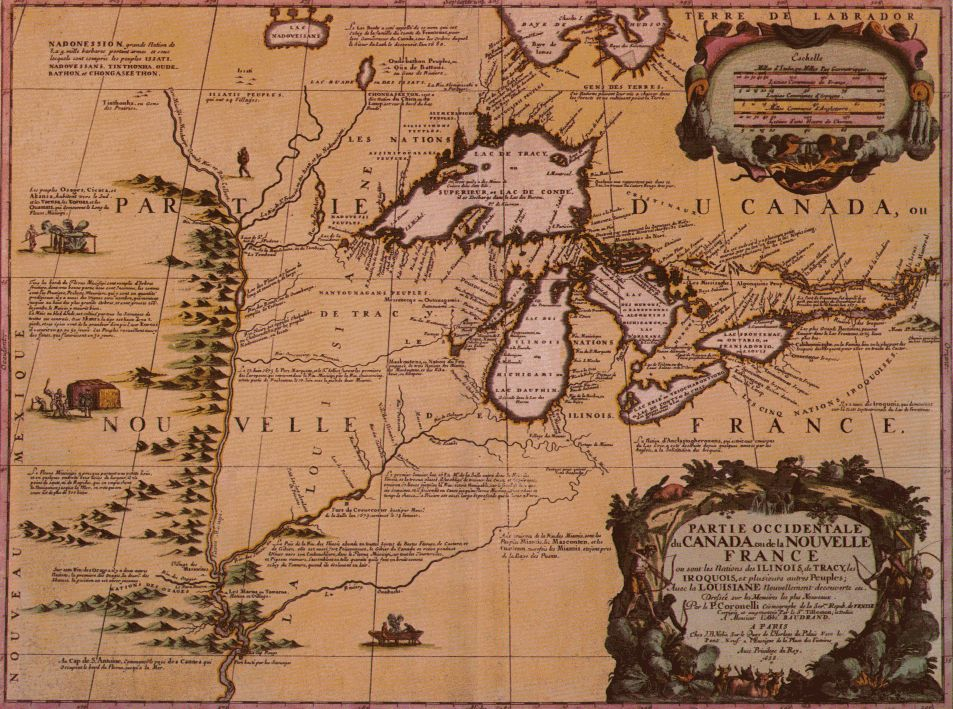
1688年のヌーベルフランス西部の地図、イリノイ郡を含む、ヴィンセンソ・コロネリ作成

フランスの植民地が存在し始めてからの数十年間、フランス人の数は数百人に留まっていたのに対し、南のイングランド植民地は人口が増え富も蓄積していた。ルイ13世の助言者リシュリュー枢機卿はヌーベルフランスをイングランド植民地と同じくらい重要なものにしようと願った。1627年、リシュリューはヌーベルフランスに投資するためのワンハンドレッド・アソシエイツ会社を設立し、開拓地に新しい開拓者数百人を送り込み、カナダを重要な商業と農業の植民地に変えることを約束した。シャンプランがヌーベルフランス総督に指名された。リシュリューは続いてローマ・カトリック教徒以外の者がそこに住むことを禁じた。プロテスタントはヌーベルフランスでその信仰を捨て、自立することを求められた。しかし多くの者はイングランド植民地に移動する道を選んだ。ローマ・カトリック教会およびレコレットやイエズス会のような宣教師団が領土内で確たる基盤を築いた。リシュリューはまた農業の半封建制であるセグニューリアル制度を取り入れた。これは19世紀までセントローレンス川流域の特徴として残った。
しかし、これと同じ時に、南のイングランド植民地からセントローレンス川流域への襲撃が始まり、1629年にはケベックそのものが占領されて1632年までイングランド支配が続いた。この年シャンプランはカナダに戻り、ラヴィオレット卿にトロワリヴィエールで別の交易基地を建設するよう求めた。この基地は1634年に建設された。その後、シャンプランは1635年に死去した。

### イエズス会の宣教

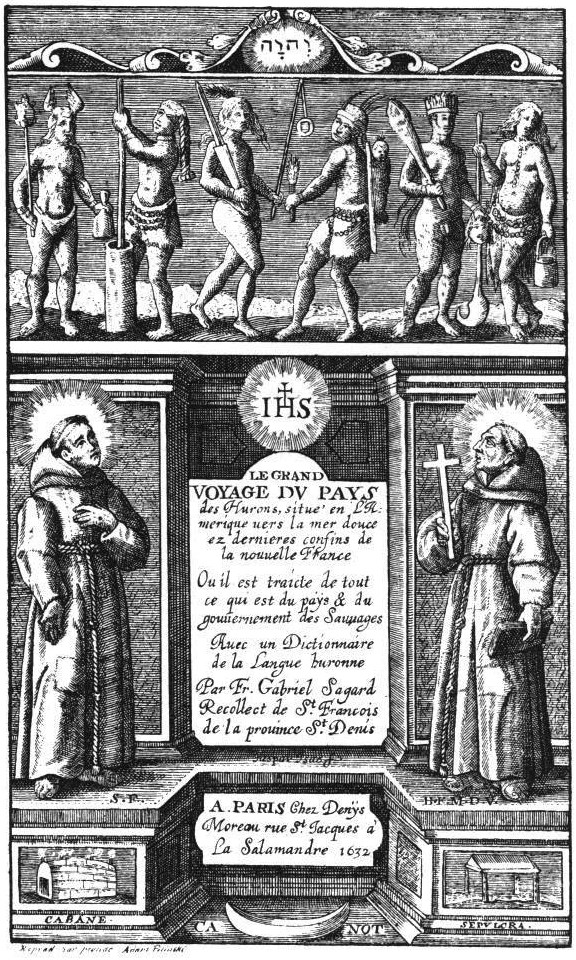
ペ・デ・ユーロンの大旅行、ガブリエル・サガール画、1632年

フランスのカトリック教会はシャンプランの死後にヌーベルフランスで最も支配的な権力を掴み、植民地の中にユートピア的キリスト教徒社会を造ろうと望んだ。1642年、ポール・ショムデイ・ド・メソヌーヴが指導する開拓者集団を後援し、セントローレンス川のさらに上流、現在のモントリオールの前身であるヴィル・マリーを建設させた。1640年代を通じてイエズス会の宣教師が五大湖地方に入り、ヒューロン族の多くを改宗させた。この宣教師団はモントリオールをしばしば襲ったイロコイ族との抗争を始めた。1649年までに、イエズス会の伝道所もヒューロン族の社会もイロコイ族の侵略でほぼ完璧に破壊された。
ヌーベルフランスの交通は幾つかの道路や運河を除いてほとんど整備されていない状況だった。運河があるとしても長さ3マイル (5 km) 程度であり、船は底が浅く単純なものだった。人々は特にセントローレンス川を主要な通路にし、カヌーを使った。冬には湖が凍ったので、貧しい者も富める者も犬や馬に曳かせた橇を使った。陸上の搬送システムは1830年代まで発展しなかった。その後川沿いに道路が造られた。リドー運河が造られたのは1840年になってからだった。

## 王室の肩代わりと開拓の試み

ヌーベルフランスが1663年にフランス植民地として改革された後、同地で使われたルイ14世の国璽

1650年代、モントリオールにはまだ数十人の開拓者がいるだけであり、人口が著しく少ないヌーベルフランスはイロコイ族の武力の前にほとんど完全に陥落しそうになっていた。1660年、開拓者のアダム・ドラール・デ・オルモーがカナダとヒューロンの民兵隊を率い、勢力の大きなイロコイ族部隊に立ち向かった。カナダ人は誰も生き残れなかったが、イロコイ族の侵略を食い止めることには成功した。1663年、フランス国王ルイ14世がここを王室領としたことで、ヌーベルフランスはより確かなものに変わった。1665年、ルイ14世はフランス軍の守備隊カリニャン・サリエール連隊をケベックに派遣した。植民地政府はフランス本国の政府の線にそって改革され、軍政府長官と監督官はフランス海軍省の部下とされた。1665年、海軍大臣ジャン＝バティスト・コルベールが初代監督官としてジャン・タロンをヌーベルフランスに派遣した。これらの改革で、シャンプランの死後巨大な権力を握ってきたケベック主教の権限を制限した。
1665年から1666年にかけての冬に、監督官ジャン・タロンの指揮下でヌーヴェル・フランスの国勢調査が行われた。調査によれば人口は3,215人と、わずか数十年前にくらべて大きく増大したが、男女比は男性2,034人に対し女性1,181人と大きな開きがあった。これはヌーヴェル・フランスにやってきた探検家、兵士、毛皮商、開拓者の多くが男性であったためである。ルイ14世は、ヌーヴェル・フランスを強化することでフランス植民地帝国の中心とするため、15歳から30歳までの独身女性700人以上を送り込むことを決定し（この女性たちは王の娘 les filles du roi と呼ばれる）、また同時に、先住民との結婚が奨励されるとともに、年季奉公者（engages アンガジェ）がヌーヴェル・フランスに送られた。そのような「アンガジェ」の一人に、後のカナダ首相ピエール・エリオット・トルドーおよびその息子でやはりカナダ首相となったジュスタン・トルドーの先祖であるエティエンヌ・トルドーがいる。
タロンはまた封建制度の改革を試み、「領主」には実際にその土地に住むことを強制し、「領地」の大きさを制限し、新しい開拓者が使える土地を多く確保しようとした。この計画は結局うまくいかなかった。開拓者はあまり増えず、タロンが創設した様々な産業も毛皮交易の重要性を超えることはなかった。

## 軍事的衝突
ヘンリー・ハドソンがハドソン湾とその周辺の土地についてイングランドの領有権を主張して以来、イングランド人開拓者がフランスの保持するヌーベルフランスの向こう側、現在のカナダの北部にその領地を拡げるようになった。1670年、フランス人森の番人のピエール＝エスプリ・ラディソンとメダール・デ・グロセイユールの手助けにより、ハドソン湾会社が設立され、ハドソン湾に注ぐ川のある土地全てでの毛皮交易を支配するようになった。このことでカナダの毛皮交易についてフランスの独占が崩れた。これを補うためにフランスはその領土をイギリス領13植民地の南と西に拡大した。1682年、ラ・サール卿ルネ・ロベール・カブリエがオハイオ川とミシシッピ川渓谷を探検し、南はメキシコ湾にまでおよぶ広大な土地についてフランスの領有権を宣言した。ラ・サールはこの領土を国王ルイに因んでルイジアナと名付けた。1685年には新しい領土の中に最初の植民地を造ろうとしたが、不正確な地図と船の航行に関する問題に悩まされたあげく、現在のテキサス州内にサンルイ砦という植民地を建設することになった。この植民地は病気とインディアンからの攻撃にあって1688年には消滅した。
ヌーベルフランスのこの地域にはほとんど植民が進まなかったが、総督ルイ・ド・ブアド・ド・フロンテナックの命令によって、多くの戦略的砦が築かれた。砦は、まだ入植が進んでいなかったヌーベルフランスの古い部分にも築かれた。これらの砦の多くには、1682年から1755年の間のヌーベルフランスでは唯一の正規軍だった海兵隊が駐屯した。
1689年、イングランドとイロコイ連邦がヌーベルフランスに対する大きな攻撃を始めた。これは長年両国の領内での小さな小競り合いが続いた後のものだった。この戦争はウィリアム王戦争と呼ばれ、1697年に終結したが、1702年には2つめの戦争、アン女王戦争が起こった。この2つの戦争の間にケベック市はイギリスの侵略に耐え凌ぎ、フランスはヨーク・ファクトリーなどハドソン湾にあるハドソン湾会社の毛皮交易拠点の多くを占領した。ヨーク・ファクトリーはフランス風にブルボン砦と改名された。しかし、これらの成功とは裏腹に、フランスは1690年にポートロワイヤルとアカディアを失った。1713年のユトレヒト条約でヌーベルフランスにも和平が訪れた。この条約でフランスはハドソン湾、ニューファンドランド島およびアカディアの一部（ノバスコシア半島）をイギリスに渡したが、イル・ロワイヤル（ケープ・ブレトン島）やサンジャン島（プリンスエドワード島）およびアカディアの北部（現在のニューブランズウィック州）はフランスの支配下に残った。フランスの軍事拠点であるイル・ロワイヤルのルイブール要塞はセントローレンス川への侵入から守ることを意図したものであり、建設は1719年に始まった。

1750年の北アメリカ地図、これは七年戦争（1756年-1763年）と呼ばれる世界的な紛争の一部であるフレンチ・インディアン戦争前のものである。ピンクはイギリス、青はフランス、橙はスペイン領を示す。

ユトレヒト条約の後、ヌーベルフランスは繁栄を始めた。タロンの下では失敗していた漁業や農業のような産業が順調に成長し始めた。交易を円滑にするためにモントリオールとケベックの間に「国王の道路」（Chemin du Roy）が建設された。造船業も発展し、新しい港が築かれ、古い港は改良された。植民地人の数も大きく増加し、1720年には人口24,594人となってカナダは自給自足ができる植民地になった。教会は当初より力を落としてはいたが、教育や社会福祉は支配していた。この和平の時代はフランス系カナダ人がヌーベルフランスの「黄金時代」と呼ぶことが多い。
和平は1744年まで続いたが、この年オーストリア継承戦争が勃発したという報せがルイブール要塞に届いた。フランス軍はまずイギリス領ノバスコシアの首都アナポリス・ロイヤル占領に動いたが失敗した。1745年、マサチューセッツ湾植民地知事ウィリアム・シャーリーがルイブール要塞への反撃軍を率いた。フランスもヌーベルフランスも包囲された要塞を救援できず、要塞は陥落した。フランスは1746年に要塞を取り戻そうとしたが失敗した。1748年のアイ・ラ・シャペル条約で要塞はフランスに戻され、植民地間の境界は全て戦前の姿に戻されたが、この和平でもフランス、イギリスおよびそれぞれの植民地間の長引く敵意を終わらせるものではなく、領地紛争を解決するものでもなかった。
アレゲーニー川とモノンガヘラ川の合流点、今日のペンシルベニア州ピッツバーグの地にあったデュケーヌ砦は、七年戦争の時点で西部の最も重要な戦略拠点を守っていた。これはオハイオ川渓谷をフランスの支配下に置いておくために建設された。バージニア植民地からの小さな部隊がここに砦建設を始めたが、コントレクール卿が指揮するフランス軍が1754年4月に彼等を追い出した。ヌーベルフランスはここがその領土の一部であることを宣言し、イギリスが侵入してくることを警戒していた。フランスはここにデュケーヌ砦を建設し、軍事拠点としてまた地域の先住民との交易を発展させ軍事同盟を強化する拠点として機能させた。
オハイオ領土支配を巡る戦いがフレンチ・インディアン戦争の引き金になり、北アメリカは七年戦争の1つの戦域となった（ヨーロッパでは事実上の戦争は1756年から始まった）。この戦争はバージニアのジョージ・ワシントンが率いる民兵隊がオハイオ渓谷のフランス海兵隊に敗れた時に始まった。この敗北の結果として、イギリスはヌーベルフランスの首都であるケベック市攻略の準備をする決断をした。
一方フランスは西方への探検を続け、先住民との交易による同盟を拡張していた。1753年にラ・コルヌの騎士ルイ・ド・ラ・コルヌは、今日のサスカチュワン州のサスカチュワン川東にド・ラ・コルヌ砦を建設した。これが北アメリカにおけるフランス植民地帝国の最西端の砦となった。

## ヌーベルフランスの陥落とイギリスによる支配

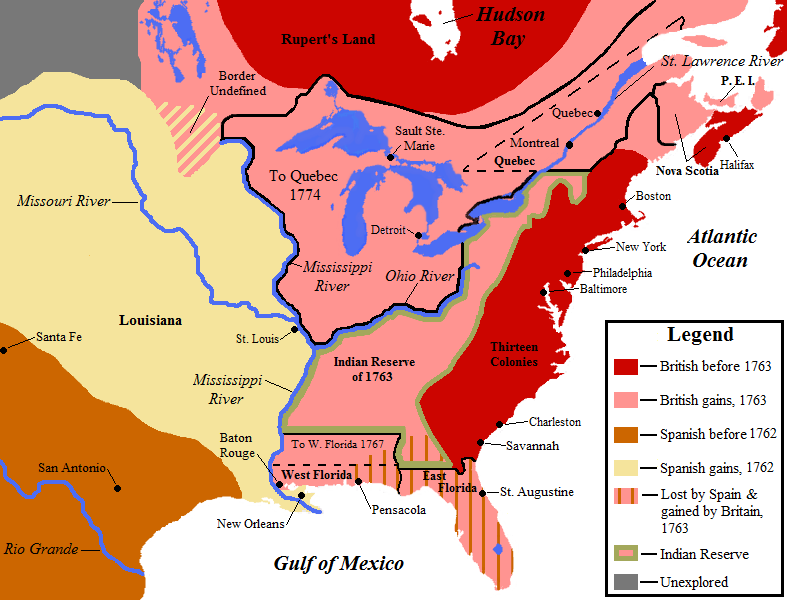
1763年のパリ条約でイギリスが獲得した領土（ピンク）。フォンテーヌブロー条約でスペインが獲得した領土（黄色）

ヌーベルフランスには18世紀前半から大きな人口の増加があって7万人以上になっていたが、イギリス領アメリカ植民地はそれをはるかに上回り100万人を超えるようになっていた（これには少なからぬフランス人ユグノーも含まれていた）。フランスがイギリスを攻撃するよりも、イギリス領植民地がヌーベルフランスを攻撃する方が遙かに容易だった。1755年、エドワード・ブラドック将軍がフランスのデュケーヌ砦に対する遠征隊を率いた。ブラドック隊はフランスの民兵や同盟インディアンを合わせたよりも勢力で勝っていたが、ブラドック隊が潰走し、ブラドックも戦死するという結果になった。
1758年、イギリス軍が再度ルイブール要塞を占領し、セントローレンス川の入口を封鎖した。これが戦争の行方を決した。1759年、イギリス軍は川からケベックを包囲し、ジェームズ・ウルフ将軍が指揮する陸軍が9月のエイブラハム平原の戦いでルイ＝ジョゼフ・ド・モンカルム将軍の指揮するフランス軍を破った。9月18日にケベック市の守備隊が降伏し、翌年にはモントリオール市が陥落してヌーベルフランスは完全にイギリスに征服されたが、フランスはカナダの陥落を認めようとはしなかった。ヌーベルフランス最後の軍政府長官ヴォードレール＝カヴァニャル侯爵ピエール・フランソワ・ド・リゴーは1760年9月8日にイギリス軍のジェフリー・アマースト少将に降伏した。フランスは1763年2月10日に調印されたパリ条約で、正式にカナダをイギリスに渡した。

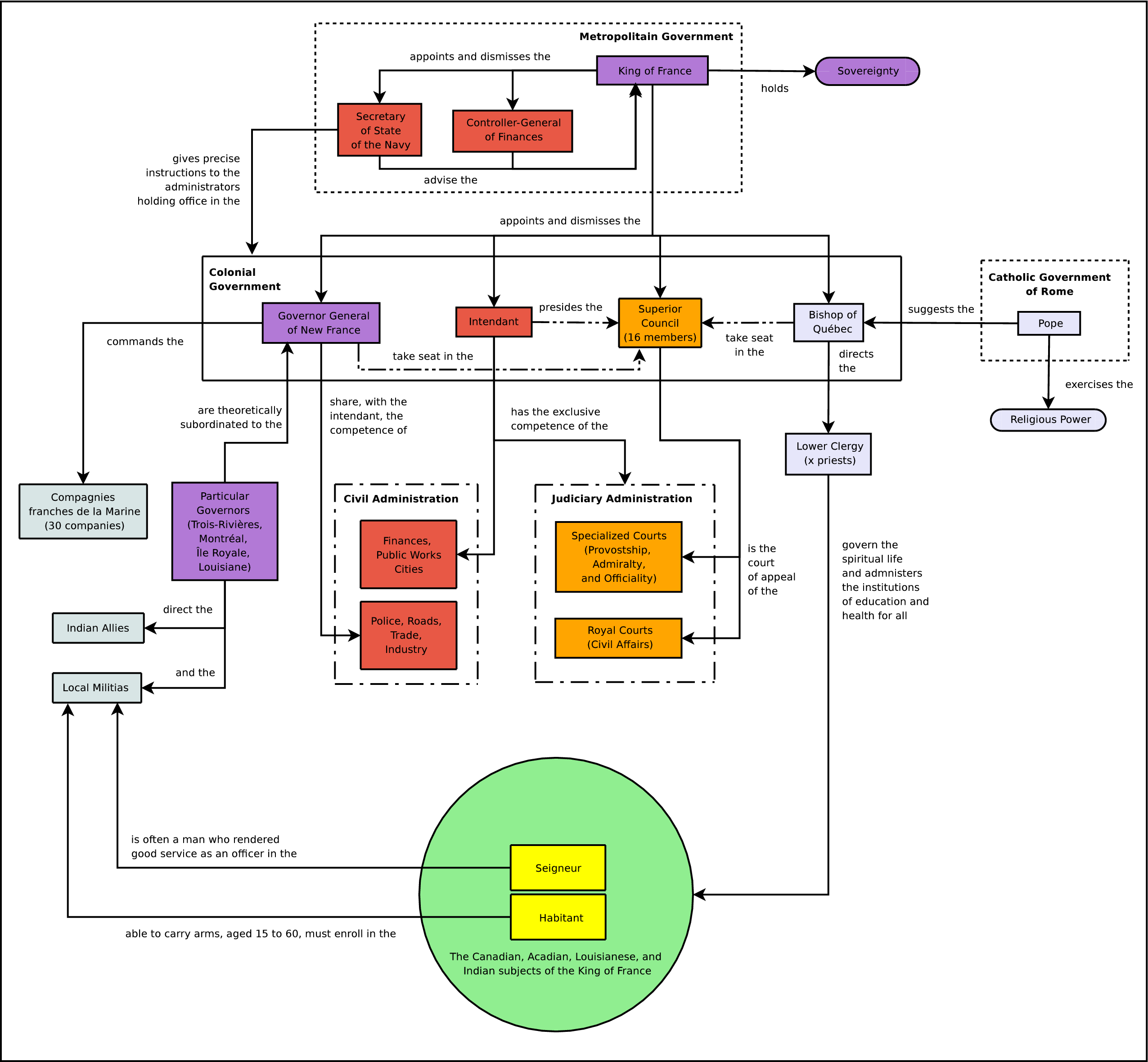
ヌーベルフランスの政治機構、1759年頃

ヌーベルフランスだった所ではフランスの文化と宗教が支配的だったが、イギリス人開拓者が到着し、アッパー・カナダ（今日のオンタリオ州）とニューブランズウィックを創設することで変わっていった。ルイジアナ領土は七年戦争が終わってからスペインの支配下に入り、アメリカ13植民地からの開拓者が入れないようになった。
イギリスがフランスを破ってから12年後、イギリス領13植民地でアメリカ独立戦争が起こった。ケベック住人の多くはクレメント・ゴスリン少佐やルイ＝フィリップ・ド・ヴォードレール提督を初めとしてこの戦争に参加することになった。1781年のヨークタウンの戦いでイギリス軍が降伏した後、1783年のヴェルサイユ条約で五大湖地方より南のヌーベルフランスにあったイギリス領は全て新生間もないアメリカ合衆国の所有するところになった。フランスとスペインの同盟条約によってルイジアナは1801年にフランスに返還され、ナポレオン・ボナパルトは1803年にそこをアメリカ合衆国に売却した。この売却によってフランス植民地帝国の北アメリカ大陸支配は終わった。ただしサン・ピエール・アンド・ミクロン島だけはフランスの支配下に残り、今日も続いている。
元ヌーベルフランスでイギリスの支配下に残った地域は1791年から1841年まではアッパー・カナダとローワー・カナダ、1841年から1867年はカナダ自治領として管理された。1867年、英領北アメリカ法が成立し、イギリス領北アメリカの大半に自治が認められ、フランス語を話す者の多いケベック（元ローワー・カナダ）はカナダ連邦設立時の1州として設立された。
イギリスの北米植民地が、土地を開拓し農業を行うためにやってきた植民者が多かった農業植民地であったのに対し、フランスの北米植民地は先住民との毛皮交易が当初の目的であった。フランス人の支配は、交易路となる河川の「線」や、交易所、宣教師の基地、軍事要塞など「点」が中心であり、農地を広げ面的支配を行ったイギリス人とは異なった。フレンチ・インディアン戦争の時点で白人人口が100万を超えていたイギリス領に対しフランス領は白人人口が10万を超えておらず、戦力差は歴然となっていた。

## 法律
- ヌーベルフランスの基本法はパリ法であった。
- 王室裁判所の下級裁判所はケベック、トロワリヴィエールおよびモントリオールに置かれた。
- 王室裁判所の首席法務官は民事および刑事の副部長あるいは王室判事だった
- その他の裁判所は次の通りである。
  - アミローテ - 海事裁判所
  - オフィシャリテ - 司祭裁判所（民事および刑事）
  - 控訴裁判所は1713年以降、ヌーベルフランス主権理事会およびルイブール主権理事会に作られた。
  - 封建領主は細かい法律問題を審問した[10]。

## 政治上の区割り
- アカディア
- カナダ
- アッパー・ルイジアナ
- ローワー・ルイジアナ